# Amina Dala
Amina Dala – wieś w Gwinei Bissau, w regionie Oio.